# Холандски Антили
Холандски Антили (хол. Nederlandse Antillen) су били део Краљевине Холандије до распуштања крајем 2010. године. Од 2010. су Курасао и Свети Мартин постали равноправне чланице Краљевине Холандије са Арубом и Холандијом, док су Бонер, Саба и Свети Еустахије добили статус специјалних општина (Bijzondere gemeente).
Припадају архипелагу Мали Антили и деле се на Приветрена и Заветрена острва. Холандски Антили се пружају уз северну обалу Јужне Америке. Приветрена острва су Бонер и Курасао, а заветрена су Саба, Свети Еустахије и Свети Мартин (само јужни део, јер северни припада Француској). 

## Географија
Површина територије је била 800 км², где је приликом распуштања живело око 183.000 становника. Главни град је био Вилемстад. Највиша тачка територије је била на 862 метра на острву Саба, што је била и највиша тачка Краљевине Холандије. 
Језици које користи становништво су папјаменто, енглески и холандски. Већина становништва је афричког порекла. 
Територија је расформирана у складу са резултатима референдума из 2005. Курасао и Свети Мартин су постали нови аутономни делови Краљевине, док су преостала 3 острва постали специјалне општине.